# فرناندو تشافيس
فرناندو تشافيس هو دبلوماسي إكوادوري، ولد في 13 فبراير 1902، وتوفي في 1999.